# Karlı, Ardanuç
Karlı là một xã thuộc huyện Ardanuç, tỉnh Artvin, Thổ Nhĩ Kỳ. Dân số thời điểm năm 2010 là 47 người.